# Клипонвил
Клипонвил (фр. Cliponville) насеље је и општина у северној Француској у региону Горња Нормандија, у департману Приморска Сена која припада префектури Авр.
По подацима из 2011. године у општини је живело 266 становника, а густина насељености је износила 36,54 становника/km². Општина се простире на површини од 7,28 km². Налази се на средњој надморској висини од 120 метара (максималној 141 m, а минималној 70 m).

## Демографија
| 1962. | 1968. | 1975. | 1982. | 1990. | 1999. | 2011. |
| ----- | ----- | ----- | ----- | ----- | ----- | ----- |
| 236   | 248   | 225   | 212   | 216   | 245   | 266   |

График промене броја становника у току последњих година